# Symphysanodon disii
Symphysanodon disii is een straalvinnige vissensoort uit de familie van symphysanodonten (Symphysanodontidae). De wetenschappelijke naam van de soort werd voor het eerst geldig gepubliceerd in 2008 door Khalaf & Krupp.